# Serie C2 2000/2001
Soutěžní ročník Serie C2 2000/01 byl 23. ročník čtvrté nejvyšší italské fotbalové ligy. Soutěž začala 3. září 2000 a skončila 17. června 2001. Účastnilo se jí celkem 54 týmů rozdělené do tří skupin po 18 klubech. Z každé skupiny postoupil vítěz přímo do třetí ligy, druhý postupující se probojoval přes play off.
Kluby které měli sestoupit (US Fiorenzuola a SS Cavese Calcio 1919) nakonec zůstali v soutěži pro příští sezonu.